# Феферман, Соломон
Соломон Феферман (Solomon Feferman; 13 декабря 1928 г., Нью-Йорк — 26 июля 2016 г., Станфорд, Калифорния) — американский математический логик и историк логики. Эмерит-профессор Стэнфордского университета, член Американской академии искусств и наук.
Лауреат премии Рольфа Шока по логике и философии (2003).

## Биография
Окончил Калифорнийский технологический институт (бакалавр математики, 1948). Степень доктора философии по математике получил в 1957 году в Калифорнийском университете в Беркли под началом Альфреда Тарского.
C 1956 года в Стэнфордском университете, где под конец жизни занимал две эмерит-профессорские позиции (по математике и философии, а также именную Patrick Suppes Professor of Humanities and Sciences), а с 1985 по 1992 год заведовал кафедрой математики.
С 1958 по 1985 год его коллегой в Стэнфорде был Георг Крайзель (Georg Kreisel), оказавший на Фефермана вместе с Альфредом Тарским наибольшее влияние.
В 1980—1982 гг. президент Ассоциации символической логики (Association for Symbolic Logic).
Приглашался в Принстонский институт перспективных исследований, Массачусетский технологический институт, Париж, Амстердам, Оксфорд, Рим и Беркли.
Являлся главным редактором выходившего с 1986 по 2003 год пятитомника собрания сочинений Курта Гёделя. Также редактировал работы Джулии Робинсон. Вместе со своей супругой выпустил биографию Альфреда Тарского (Alfred Tarski: Life and Logic, 2004).
Супруга — Anita Burdman Feferman (1927—2015), две дочери, внучки.